# Cryphia molybdea
Cryphia molybdea là một loài bướm đêm trong họ Noctuidae.